# Erkki Hienonen
Erkki Juhani Hienonen, född 18 mars 1933 i Uguniemi, död 20 maj 2010, var en finländsk målare. 
Hienonen studerade vid Fria konstskolan 1954–1959. I sin nonfigurativa konst är han bland annat påverkad av Sam Vanni och Vasilij Kandinskij. Med små variationer har han varit trogen sitt konstruktivistiska formspråk, som han utvecklade på 1960-talet. På 1970-talet fick hans geometriska kompositioner även figurativa inslag och stod stundom Unto Pusas formspråk nära. Hienonens kompositioner med ofta enfärgade formytor är strama och behärskade, ibland intensivare och mera komplexa. Han företräder ett stiliserande måleri där han gärna fångar upp geometriska former och bygger på en rytmiskt komponerad helhetsverkan. Han har under 1980- och 1990-talen samt 2000-talets första år fortsatt på sin personliga linje med abstrakta och halvabstrakta målningar. Han har gjort många lyckade utkast till monumentalmålningar. Ett av hans monumentalarbeten finns i Bolarskogs sjukhus i Esbo. Hienonen tillhörde 1959–1969 målargruppen Grupp 4, vars övriga medlemmar var Tor Arne, Kauko Hämäläinen och Seppo Kärkkäinen. På 1970-talet undervisade han vid Tekniska högskolans i Helsingfors arkitektlinje.